# Das Vermächtnis des Inka (Roman)
Das Vermächtnis des Inka ist eine Erzählung Karl Mays, die er in der Zeit von Januar bis vermutlich April 1891 für die Zeitschrift Der Gute Kamerad schrieb, in der sie vom Oktober 1891 bis zum September 1892 erstmals veröffentlicht wurde.
1895 wurde die Erzählung von der Union Deutsche Verlagsgesellschaft, Stuttgart, Berlin, Leipzig, in Buchform veröffentlicht. Für die Buchausgabe wurden einige Änderungen vorgenommen. Es konnte nicht eindeutig geklärt werden, ob sie vom Verleger Wilhelm Spemann oder von Karl May durchgeführt wurden.

## Inhalt
Der Deutsche Karl Hammer, genannt „Vater Jaguar“, Anführer einer Gruppe von erfahrenen Buschläufern, übernimmt in Buenos Aires, nachdem er auf einer Corrida das Publikum vor einem Jaguar und einem Bison rettete, den Auftrag, den jungen Anton Engelhardt zu seinem Vater, einem vermögenden Bankier,  nach Lima zu bringen. Da noch weitere Personen die Anden überqueren wollen, wächst die Reisegesellschaft – teilweise ohne Erlaubnis des Reiseleiters – schnell an. Unter den ungebetenen Begleitern sind auch der Paläontologe Dr. Morgenstern samt seinem Diener Fritz Kiesewetter und der angeberische, aber nicht befähigte Chirurg Don Parmesan. Dr. Morgenstern sieht einem Oberst Glotino so ähnlich, dass schon Attentate auf ihn verübt wurden. Verschiedene Feinde des Obersts heften sich dem Trupp an die Fersen.
Zufällig entdecken die Wissenschaftler auf der Suche nach prähistorischen Tierskeletten ein geheimes Waffenlager, das einem Umsturz dienen soll, und werden von dessen Anlegern (dem Torero Antonio Perillo und dem Abenteurer Benito Pajaro, genannt Gambusino) gefangen genommen. Don Parmesan gelingt es, den Vater Jaguar zu benachrichtigen, der Dr. Morgenstern und Fritz Kiesewetter befreien kann. Auch später begeben  sich die beiden immer wieder aus Naivität und wegen des Forscherdrangs des Doktors in Gefahr und müssen vom Vater Jaguar aus den Händen der Verschwörer gerettet werden. Der Vater Jaguar entdeckt die weiteren Waffenlager der Verschwörer und kann aufständische Militärs und deren indianischen Verbündeten unschädlich machen. Der Torero und der Gambusino können aber entkommen.
Zu der Gruppe des Vaters Jaguar stoßen auch ein junger Indianer namens Haukaropora und sein hundertjähriger Begleiter Anciano. Auch sie wollen in die Anden, um einen riesigen Schatz zu heben – das Vermächtnis des Inka. Mit Hilfe dieses Schatzes soll der in Kurzform Hauka genannte, der letzte Inka, das untergegangene Reich wieder errichten. Hauka und Anton freunden sich an und können durch mutige Aktionen sehr hilfreich für den Vater Jaguar handeln.
In der Nähe des Schatzes eskaliert die Situation. Morgenstern, Fritz und Engelhardt geraten wieder in die Hände des Gambusino. Dieser entdeckt sogar den Eingang zum Stollen, wo der Schatz liegt. Doch die Schurken geraten in eine Falle, die den Schatz schützt, und werden durch eine Explosion tödlich verletzt. Der Schatz verschwindet dabei unwiederbringlich im Berg.
Hauka beschließt, in Europa zu studieren und die Vergangenheit ruhen zu lassen, da die Zeiten sich gewandelt haben und ein Inkareich nicht mehr auferstehen kann. Morgenstern und Fritz widmen sich in der Heimat der Wissenschaft und planen neue Forschungsreisen.

## Zeitgeschichtlicher Hintergrund
Die Handlung spielt in der Zeit um 1879: Im fünften Kapitel fragt Kiesewetter Engelhardt, warum denn Salido nicht zurücktelegraphiert habe, woraufhin er erst erfährt, dass zwischen Peru und Chile ein Krieg ausgebrochen ist. Das aber kann nur der Salpeterkrieg (1879–1884) gewesen sein.
Etliche Stellen im Buch sprechen allerdings für eine frühere Handlungszeit. Gleich zu Beginn der Erzählung ist vom Tripel-Allianz-Krieg (1864–70) und vom 1870 verstorbenen Militärdiktator Lopez von Paraguay die Rede, ebenso vom „neu erwählten“ Präsidenten Sarmiento, der am 16. August 1868 gewählt wurde. Später hat man den Eindruck, dass sich die Rebellion Perillos und seiner Kumpane gegen Sarmientos Vorgänger Mitre richtet. Demnach spielt die Handlung des Buchs im Herbst 1868 oder sogar noch früher.
Karl May dürfte frei fabuliert haben und dabei von der (zutreffenden) Annahme ausgegangen sein, dass die jugendlichen Leser des „Guten Kameraden“ noch weniger über Südamerika und seine Geschichte wussten als er selbst, also nicht einmal die gröbsten Fehler bemerken würden.

## Ausgaben

### Erstausgabe
Karl May: Das Vermächtnis des Inka. Zeitschriftenausgabe in „Der Gute Kamerad“, VI. Jahrgang, Heft 1–52, Stuttgart 1891/92.
- Erstes Kapitel: Vater Jaguar
- Zweites Kapitel: Die Gigantochelonia
- Drittes Kapitel: El Hijo del Inka
- Viertes Kapitel: Eine Urwaldschlacht
- Fünftes Kapitel: In der Mordschlucht

### Buchausgabe
Karl May: Das Vermächtnis des Inka. Buchausgabe in der Union Deutsche Verlagsgesellschaft, Stuttgart, Berlin, Leipzig 1895.
Die Buchausgabe enthält 20 Kapitel und einige kleinere Änderungen, die möglicherweise auf Wilhelm Spemann, den Verleger, zurückgehen. Begleitet wird der Text von Illustrationen von Ewald Thiel.

### Spätere Ausgaben
In den Gesammelten Werken ist der Text seit 1914 in Band 39 Das Vermächtnis des Inka zu finden.
- Aktuelle Ausgaben der Zeitschriftenfassung: Bücherdatenbank.
- Aktuelle Ausgaben der Buchausgabe: Bücherdatenbank.

## Verfilmung
- Das Vermächtnis des Inka

## Festspiel
Der Roman wurde bisher nur einmal für die Bühne adaptiert.
- Bad Segeberg, 1974

Da wurde allerdings aus Anton Engelhardt eine Antonia.

## Vertonung
Von der Bad Segeberger Aufführung gibt es einen Mitschnitt, der – durch einen Erzählpart ergänzt – auf Tonträger erschien.
Insgesamt gibt es bisher sieben Umsetzungen des Stoffes als Hörspiel.
- alle Hörspiele in der Hörspieldatenbank